# 郵便はがきのパラドックス
郵便はがきのパラドックス（ゆうびんはがきのパラドックス、Postcard paradox）は、直接的自己言及を用いない嘘つきのパラドックス。フィリップ・ジョーダン（Philip Jourdain）によって考案された。カードのパラドックスやジョーダンのパラドックスとしても知られる。

## 概要
両面に次の文が書かれたはがきを考える。

表：このはがきの反対側に書かれた文は正しい。

裏：このはがきの反対側に書かれた文は誤っている。
片面に対し真偽どちらかを仮定すると、パラドックスに陥る。
1. 表の文を真とすると、裏の文は真となる。そして、裏の文が真であれば、表の文は偽となる。つまり、「表の文が真であれば、表の文は偽である」というパラドックスに陥る。
2. 表の文を偽とすると、裏の文は偽となる。そして、裏の文が偽であれば、表の文は真となる。つまり、「表の文が偽であれば、表の文は真である」というパラドックスに陥る。
3. 裏の文を真とすると、表の文は偽となる。そして、表の文が偽であれば、裏の文は偽となる。つまり、「裏の文が真であれば、裏の文は偽である」というパラドックスに陥る。
4. 裏の文を偽とすると、表の文は真となる。そして、表の文が真であれば、裏の文は真となる。つまり、「裏の文が偽であれば、裏の文は真である」というパラドックスに陥る。

どちらの文も自己言及を行っていないが、循環参照している。
記号を用いて、表の文（命題）を P、裏の文を Q とすると、

P = Q

Q = ¬P

となり、P = ¬P という日常的な論理の法則上では成り立たないパラドックスが生ずる。